# 대한민국 민법 제616조
대한민국 민법 제616조는 공동차주의 연대의무에 대한 민법 채권법 조문이다.

## 조문
제616조(공동차주의 연대의무) 수인이 공동하여 물건을 차용한 때에는 연대하여 그 의무를 부담한다.

第616條(共同借主의 連帶義務) 數人이 共同하여 物件을 借用한 때에는 連帶하여 그 義務를 負擔한다.

## 참고 문헌
- 오현수, 일본민법, 진원사, 2014. ISBN 978-89-6346-345-2
- 오세경, 대법전, 법전출판사, 2014 ISBN 978-89-262-1027-7
- 이준현, LOGOS 민법 조문판례집, 미래가치, 2015. ISBN 979-1-155-02086-9

## 같이 보기
- 사용대차